# Cara (Bruno Lauzi)
Cara è il quinto album di Bruno Lauzi, pubblicato dalla Ariston nel dicembre del 1968.

## Tracce
Lato A
1. Non voglio innamorarmi di te – 3:10 (Giorgio Calabrese, Tito Fontana)
2. Eri – 3:15 (Giorgio Calabrese, Tito Fontana)
3. A Calais – 4:00 (Tito Fontana, Bruno Lauzi)
4. Mi hanno detto che – 2:40 (Tito Fontana)
5. Ho capito sai – 3:05 (Tito Fontana, Nino Rota)
6. Come vedi – 1:20 (Giorgio Calabrese, Tito Fontana)

Durata totale: 17:30
Lato B
1. Che peccato – 3:20 (Tito Fontana, Nino Rota)
2. Una lettera – 2:25 (Giorgio Calabrese, Tito Fontana)
3. Cosa diresti se – 3:27 (Tito Fontana)
4. E tu lo sai – 2:20 (Tito Fontana)
5. A poco a poco – 2:47 (Tito Fontana)
6. Un'altra storia – 2:30 (Tito Fontana, Nino Rota)

Durata totale: 16:49

## Musicisti
- Bruno Lauzi - voce
- Orchestra condotta da Iller Pattacini
- Maurizio Lama - orchestrazione (solo brano: Cosa diresti se)